# Ion Timuș
Ion Timuș (uneori Ioan Timuș; n. 8 noiembrie 1890, Câmpulung Muscel – d. 10 iunie 1969, București), a fost un etnolog, avocat, scriitor, traducător și regizor de film român.
A fost licențiat al Facultății de Litere și Filosofie și al Facultății de Drept (1916), primul specialist niponolog român, creator al primului curs de limbă și literatură japoneză la București în cadrul Societății de Orientalistică a Academiei în 1966.

## Biografie
Ion Timuș s-a născut în orașul Câmpulung-Muscel, la 8 noiembrie 1890. S-a instruit în toate tipurile de învățământ - la o școală primară de pe Șoseaua Viilor din Capitală, la Liceul „Gh. Lazăr” și la Facultatea de Litere și Filosofie și de Drept. Concomitent, încă din anii copilăriei, a învățat să cânte la pian, preocupare artistică care îi va asigura existența.
În 1917, Ion Timuș pleacă din Iași la Moscova și de aici, cu transsiberianul, cale de peste 10.000 km, spre Tokio (Japonia). Pe când se afla în transsiberianul care îl ducea spre Vladivostok, în momentul izbucnirii Revoluției Rusești din Octombrie, a fost jefuit, dar în ciuda pericolelor și-a continuat călătoria, câștigându-și existența dând lecții de pian și cântând din acest instrument la cinematografe și localuri.
Dându-și seama de valoarea culturală a Japoniei, Ion Timuș a declanșat acțiunea de cercetare prin anchete sociologice complexe, în mai multe direcții, în paralel cu metodologia sociologică a lui Dimitrie Gusti. În urma acestora anchete complexe, Ioan Timuș a adunat în fișele și dosarele sale, deschise încă din primele zile ale începerii cercetării sale, un material etnografic de amploare - etnografic, folcloric și sociolog - care au reprezentat un fundament în compunerea lucrărilor sale de specialitate după întoarcerea în țară.

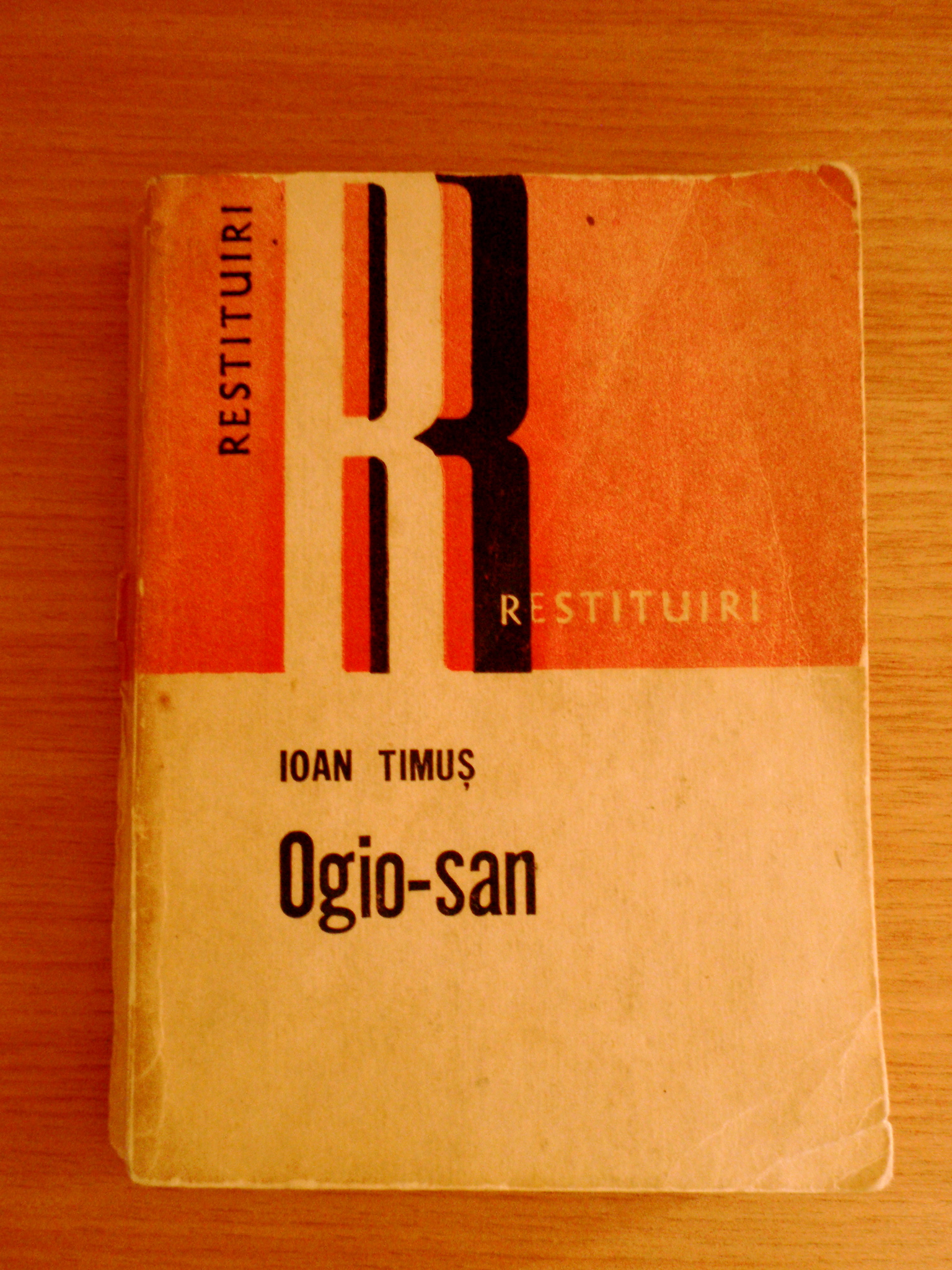
Ioan Timuș, Coperta cărții Ogio-san

Ajuns la Tokio, trăiește de la început în casă pur japoneză, pentru a se îmbiba de limba și cultura acestei țări. Continuă cu lecțiile de pian, ajungând profesor la școala de fete „Sacré Coeur” (Sei Shin Jo Gakuin) din Tokio. Activitatea intensă din aceasta epocă a comportat în paralel studii despre literatură, cultura și civilizația niponă timp de cinci ani.
Întoarcerea spre țară în 1922 se face prin China, Coreea, India, Egipt, despre care a scris și a vorbit în numeroasele conferințe ținute în anii următori în diversele capitale europene unde a exersat și o activitate de jurnalist. La București a publicat primele studii aprofundate despre cultura, arta și civilizatia japoneză, obținând în 1942 premiul internațional al Societății pentru relații internaționale Kokusai Bunka Shinkokai din Tokio pentru „Caracterele civilizației japoneze”, iar în 1943 Marele premiu „Năsturel” al Academiei Române pentru „Japonia de ieri și de azi”. A scris de asemenea piese de teatru, basmele japoneze și câteva romane.  Nepublicat a rămas un dicționar japonez-român/român-japonez.
În 1927- 1928 realizează, în mare parte din fonduri proprii, alături de Jean Georgescu, comedia "Maiorul Mura". A fost, de asemenea, colaborator la presa vremii: Adevărul, Rampa, Dimineața, Studia et Acta Orientalia, Secolul XX.
A fost membru al Societății de Orientalistică și profesor de limbă japoneză la Universitatea Populară din cadrul Societății Orientalistice a Academiei Române (1966 - 1969).

## Activitatea literară
Prima operă este una de etnografie și se intitulează Japonia. Viața și obiceiurile, apărută în anul 1924, la București și apreciată de Nicolae Iorga. Într-o formă succintă, autorul evocă istoria fizică și se oprește asupra vieții materiale a locuitorilor, asupra numeroaselor aspecte etnologice ale lor. Nu omite locuința, îmbrăcămintea și hrana, ocupațiile și mijloacele de obținere a alimentației, căile de comunicație și mijloacele de transport, tipurile de religie și alte forme de manifestare, toate acestea cu multe detalii: „Casa japoneză este construită din lemn, carton și hârtie, de cele mai multe ori cu un singur etaj, și mai rar cu două. Un pridvor, un fel de verandă face înconjurul casei, ziua fiind deschis, iar noaptea sau pe ploaie, protejat de amado, un fel de uși din lemn, care alunecă pe un mic jgheab”. Zidurile exterioare, kabe, sunt făcute din împletituri de nuiele „umplute cu pământ, pe dinafară căptușite cu scânduri, iar pe dinăuntru tencuite, ca paianta românească. Pereții dintre odăi, numiți fâsâma, sunt foarte subțiri și constau din planuri dreptunghiulare în forme de mari rame de lemn, umplute cu carton și tapițate cu hârtie colorată”.
În privința hranei, „orezul ține loc de pâine și îl mănâncă simplu, numai fiert în apă, fără niciun condiment, populația săracă avându-l la masă decât la mari sărbători. Peștele este hrana universală în Japonia, iar băutura națională este sake, preparată din orez.
Populația Japoniei practică una din cele patru religii: șintoism, budism, confucianism și creștinism, fiind adepții a numeroase credințe și superstiții. În încheierea acestui capitol, Ioan Timuș constată că: „Poporul japonez este puțin religios, în schimb este foarte superstițios”.
După această carte urmează Japonia. Arta. Femeia. Viața socială (1925), volumul, legat de primul, care se ocupă de viața socială și spirituală a japonezilor, oprindu-se asupra tipurilor de artă, categoriilor de instituții, diversității economiei, mentalității și caracterului oamenilor, precum și asupra obiceiurilor populației.
În privința obiceiurilor tradiționale, Ioan Timuș distinge cele două categorii ale lor, adică cele calendaristice și obiceiurile familiale, pe care le prezintă succesiv cu denumirea și rolul lor în viața comunității. Lista sărbătorilor calendaristice cuprinde următoarele manifestări:
- Anul Nou - la care participă bărbați și femei, cu ornamente pe străzi și case.
- Sărbătoarea Păpușilor - la 3 martie, la care participă băieți și fete cu păpuși mari și mici.
- Sărbătoarea băieților - la 5 mai.
- Sărbătoarea adolescenților - la 7 iulie.
- Sărbătoarea crizantemelor - la 9 septembrie.
- Sărbătoarea Bon - la mijlocul lunii iulie, sărbătoare dedicată spiritelor strămoșilor morții care vin să le viziteze locuințele descendenților.
- Sărbătoarea Ebisu - la 20 octombrie, în care zeii părăsesc sanctuarele lor ca să meargă la templul Idzuma.

Obiceiurile familiale privesc cele 3 momente din viața omului. La obiceiurile privind nașterea copilului enumerăm practica tunsului părului de pe cap, la a șaptea zi după naștere. Căsătoria se face, de obicei, de timpuriu - băiatul la 16 ani, iar fata la 20 de ani - sub supravegherea părinților. Ceremonialul nunții constă în organizarea unei mese cu mâncăruri alese, fără vreo intervenție religioasă.Tânăra ia o cupă plină cu sake, soarbe din ea, o trece tânărului (acțiune repetată în trei rânduri), ea constituind legătura dintre tineri. În timpul ceremonialului, fata îmbracă mai întâi un kimono alb și apoi altul, oferit de mire. După nuntă părinții tinerilor fac deseori o declarație în fața autorităților. Apoi tânărul își va lua sau mai multe „me kake” - „amantă”, nevastă de gradul al doilea - pe care soția legitimă o va respecta.
Înmormântarea se face în spiritul practicat - șintoist și budist. Costumul de doliu are culoarea albă, înmormântarea japoneză având loc într-o atmosferă veselă.
După un timp, Timuș a unit cele două volume într-unul singur și l-a publicat cu mici modificări, intitulat Japonia de ieri și azi, în 1943, distins cu marele premiu „Năsturel Herescu” al Academiei Române.
Tot cu rolul cunoașterii Extremului Orient publică cărțile Transsiberianul (1943) și Insula Okinaua (1961), ultima carte fiind o traducere împreună cu Pericle Martinescu.
Integrându-se în colectivitățile japoneze, Ioan Timuș a avut prilejul să cunoască și folclorul acestei țări, în special proza populară. A cunoscut și a reținut mai multe basme care au apărut repovestite în volumul Cocorul Alb. „Povești culese și tălmăcite din folclorul japonez”, în 1967.
În anul 1938, Timuș va a revenit în spațiul folclorului cu o nouă culegere de basme, prin volumul „Basme japoneze”. Cartea însumează 20 de basme japoneze și subliniază atașamentul etnologului față de poporul și cultura japoneză.
Ultima despre carte despre Japonia o constituie romanul Ogio-san (Domnișoara), care a avut succes, fiind editat în trei ediții (1982, 1984 și 1988). 
Nici în ultimii ani din viață, Timuș n-a încetat să facă cunoscută viața și cultura poporului japonez, în calitate de profesor în cadrul Universității Populare din București, prin convorbiri, conferințe, teatru etc.
Ioan Timuș a murit în București, la 10 iunie 1969.

## Operă

### Cărți
- Japonia, cu 2 volume: Japonia, viața și obiceiurile și Japonia, arta, femeia, viața socială, Ed. Casa Școalelor, 1924-1925
- Transiberiana, Editura Cugetarea, 1934
- Ogio-san, două ediții (ed. I, Editura Cugetarea, 1938; ed. a II-a, Editura Dacia, Cluj-Napoca, 1984)
- Basme japoneze, Editura Cugetarea, 1940
- Japonia de ieri și de azi, Editura Universul, București, 1942 premiată de Academia Româna în 1943 cu Premiul Năsturel
- Caracterele civilizației japoneze, 1942, premiată de Societatea pentru Relații Internaționale din Tokio „Kokusai Bunka Shinkokai”

Unele scrieri au rămas în manuscris:
- Dicționar român-japonez (5.000 de cuvinte)
- Antologia poeziei japoneze clasice și moderne
- Istoria literaturii japoneze
- Căsuța cu glicine (roman)
- Ultima primăvară (roman)

### Studii
- „La transcription dans la langue roumaine du systhème phonetique japonais”, în revista Studia et Acta orientalia, vol. II, 1959
- „Poezia japoneză”, studiu, în revista literară Secolul 20, nr 9, 1963

### Piese de teatru
- Hara-Kiri, dramă în șapte acte
- Bushido, dramă, difuzata de Radiodifuziunea Română, 1934

### Compoziții muzicale
- București-Tokyo, o simfonie muzicală despre Japonia

### Traduceri
- Insula Okinawa de Seiji Shimoda, (în colaborare cu Pericle Martinescu), Editura pentru literatură universală, 1961

## Premii
- Premiant al concursului internațional organizat de societatea „Kokusai Bunka Shinkyōkai” (1942).
- Premiul „Năsturel” al Academiei Române pentru Japonia de ieri și de azi (1943).[7]